# Philodoria touchardiella
Philodoria touchardiella là một loài loài bướm thuộc họ Gracillariidae. Đây là loài đặc hữu của Maui.
Ấu trùng ăn các loài Touchardia latifolia. Có khả năng chúng ăn lá cây nơi chúng sống.